# Беннинг, Мэтт
Мэттью Беннинг (англ. Matthew Benning; 25 мая 1994, Сент-Альберт, Альберта, Канада) — профессиональный канадский хоккеист, защитник. Игрок клуба НХЛ «Торонто Мейпл Лифс».

## Игровая карьера

### Юниорская карьера
С 2007 по 2010 года играл в юниорских командах за родной город. С 2010 по 2012 играл в юниорской хоккейной лиге Альберты за «Спрус-Гроув Сеинтс». В 87 матчах регулярного сезона набрал за них 25 очков, а в 24 матчах плей-офф набрал 4 очка.
Сезон 2012/13 провел в хоккейной лиге США за «Дюбюк Файтинг Сэйнтс», заработав в 57 матчах 26 очков. С 2013 по 2016 год выступал за хоккейную команду Северо-Восточного университета «Хаскиз».

### НХЛ
На Драфте НХЛ 2012 года был выбран в 6-м раунде под общим 175-м номером командой «Бостон Брюинз».

#### Эдмонтон Ойлерз
После сезона 2015/16, не получив квалификационного предложения от «Брюинз», 27 августа 2016 года Беннинг подписал двухлетний контракт новичка с «Эдмонтон Ойлерз» на общую сумму $ 1,85 млн. Побывав на тренировочном «Ойлерз», Беннинг на время был спущен в фарм-клуб «Эдмонтона» — «Бейкерсфилд Кондорз». В двух матчах Беннинг забил шайбу, отдал передачу и был вызван в основную команду. Свою первую игру в НХЛ Мэтт провёл в матче против «Торонто Мэйпл Лифс» 1 ноября 2016 года, отыграв почти 14 минут и не набрав очков. Первое очко набрал, отдав передачу в матче против «Нью-Йорк Айлендерс» 5 ноября 2016 года, а первую шайбу забил Кори Шнайдеру из «Нью-Джерси Дэвилз» 7 января 2017 года.
После сезона 2017/18 переподписал контракт на 2 года на общую сумму $ 3,8 млн. 6 октября 2020 года было объявлено, что контракты Беннинга, а также Андреаса Атанасиу продлены не будут. Всего за «Ойлерз» Мэтт провёл 264 матча и набрал 65 очков.

#### Нэшвилл Предаторз
9 октября 2020 года подписал двухлетний контракт с «Нэшвилл Предаторз» на общую сумму $ 2 млн. 9 марта 2021 года забросил первую шайбу в составе «Предаторз». Большую часть сезона 2020/21 Беннинг был защитником третьей пары, набрав в 53 встречах 4 (1+3) очка.

#### Сан-Хосе Шаркс
13 июля 2022 года в качестве свободного агента подписал четырёхлетний контракт с «Сан-Хосе Шаркс» на сумму $5 млн.

#### Торонто Мейпл Лифс
30 октября 2024 года был обменян в «Торонто Мейпл Лифс» вместе с выбором в третьем раунде драфта 2025 года и выбором в шестом раунде 2026 года на Тимоти Лилльгрена.

## Семья
Мэтт сын бывшего защитника НХЛ Брайана Беннинга, который выступал за «Сент-Луис Блюз», «Лос-Анджелес Кингз», «Филадельфию Флайерз», «Эдмонтон Ойлерз» и «Флориду Пантерз». Дядя Мэтта Джим также был защитником и выступал за «Ванкувер Кэнакс» и «Торонто Мэйпл Лифс». В настоящее время он генеральный менеджер «Ванкувер Кэнакс».